# Musée vivant de l'énergie
Le musée vivant de l'énergie est un musée consacré à la production d'énergie, il est hébergé dans une ancienne usine de 1916 qui matriçait du laiton (une partie de l'usine Eurofac industrie poursuit cette activité).

## Histoire
Le musée existe depuis 2004 et a été créé à l'initiative de Philippe Le Cleuyou. Depuis 2007, l'association Musée de l’énergie à travers les temps gère l'organisation du lieu. Le musée vivant de l'énergie est un musée consacré à la production d'énergie, il était implanté dans une ferme du pays d'Ouche au lieu-dit le Petit Moulin à Chandai en France .
Il a fermé au public en octobre 2018.
L'ouverture dans le nouveau site à Rai a lieu en septembre 2021.

## Collection
La collection inclut des moteurs agricoles et industriels, des machines à vapeur, un bélier hydraulique, une turbine hydraulique (type Francis).
Une salle des maquettes retrace l'histoire des moulins .
En 2014, le musée a restauré le moteur à vapeur de l'ancienne usine Leroy, pour le compte de la communauté de communes du Pays de Livarot.